# Daniel Pipes
Daniel Pipes (Boston, 9 de setembro de 1949) é um historiador, escritor  e jornalista norte-americano, membro ativo do  lobby pró-Israel nos Estados Unidos e figura midiática  do  neoconservadorismo americano.
Especialista em política externa dos EUA, notadamente para o Oriente Médio,  também atua  na  Wikistrat,  empresa de consultoria de negócios e análise geoestratégica. É  filho do historiador norte-americano Richard Pipes.
Depois de obter um  PhD em Harvard (1978) e realizar estudos em outros países, Pipes lecionou em várias universidades, como Harvard, Chicago, Pepperdine,e o  U.S. Naval War College . Posteriormente, foi diretor do Foreign Policy Research Institute, antes de fundar,  em 1990, o  Middle East Forum, um think tank neoconservador,  voltado à promoção dos interesses americanos  e  sionistas no Oriente Médio - entre eles o abastecimento regular de petróleo a baixo custo. Pipes é também editor do  jornal do Middle East Forum - o Middle East Quarterly - e  colunista do New York Sun e do Jerusalem Post.  Além disso, é um comentarista habitual na televisão norte-americana, aparecendo em programas como ABC World News, CBS Reports, Crossfire, Good Morning America e  outros. Costuma ser entrevistado também em canais de televisão de outros países, como a BBC e a Al Jazeera. Seus artigos são publicados em inúmeros jornais  e  revistas, tais como Atlantic Monthly, Commentary, Foreign Affairs, Harper's, National Review, New Republic, Policy Review e The Weekly Standard, Los Angeles Times, New York Times, Wall Street Journal, Washington Post e outros. Escreveu 16 livros, alguns  traduzidos em vários idiomas.
Sua nomeação, em 2003, pelo Presidente George W. Bush para o conselho diretor do  U.S. Institute of Peace gerou protestos da comunidade americana de origem árabe e por parte de líderes do  Partido Democrata, que citaram a crença de Pipes, muitas vezes declarada publicamente, de que a vitória é a maneira mais eficaz de acabar com os conflitos no Oriente Médio. A administração Bush driblou a oposição, nomeando Pipes durante o recesso parlamentar.

## Publicações
- «What Do the Terrorists Want?: A Caliphate and Shari'a». New York Sun. 26 de julho de 2005
- Miniatures: Views of Islamic and Middle Eastern Politics (2003), Transaction Publishers, ISBN 0-7658-0215-5
- Militant Islam Reaches America (2002), W.W. Norton & Company (2003) ISBN 0-393-32531-8
- (com Abdelnour, Z.) Ending Syria's Occupation of Lebanon: The U.S. Role (2000) Middle East Forum, ISBN 0-9701484-0-2
- Muslim immigrants in the United States (Backgrounder) (2002), Center for Immigration Studies
- The Long Shadow: Culture and Politics in the Middle East (1999), Transaction Publishers, ISBN 0-88738-220-7
- The Hidden Hand: Middle East Fears of Conspiracy (1997), Palgrave Macmillan (1998) ISBN 0-312-17688-0
- Conspiracy : How the Paranoid Style Flourishes and Where It Comes From (1997), Touchstone  (1999) ISBN 0-684-87111-4
- Syria Beyond the Peace Process (Policy Papers, No. 41) (1995), Washington Institute for Near East Policy, ISBN 0-944029-64-7
- Sandstorm (1993), Rowman & Littlefield  (1993) ISBN 0-8191-8894-8
- Damascus Courts the West: Syrian Politics, 1989–1991 (Policy Papers, No. 26) (1991), Washington Institute for Near East Policy, ISBN 0-944029-13-2
- (com Garfinkle, A.)Friendly Tyrants: An American Dilemma  (1991), Palgrave Macmillan, ISBN 0-312-04535-2
- From a distance: Influencing foreign policy from Philadelphia (The Heritage lectures) (1991), Heritage Foundation, OCLC 25166831
- The Rushdie Affair: The Novel, the Ayatollah, and the West (1990), Transaction Publishers (2003) ISBN 0-7658-0996-6
- Greater Syria: The History of an Ambition (1990), Oxford University Press, ISBN 0-19-506021-0
- In the Path of God: Islam and Political Power (1983), Transaction Publishers, ISBN 0-7658-0981-8
- An Arabist's guide to Colloquial Egyptian (1983), Foreign Service Institute
- Mawlas: Freed Slaves and Converts in Early Islam (1981)
- Slave Soldiers and Islam: The Genesis of a Military System (1981), Yale University Press, ISBN 0-300-02447-9